# Споттисвуд, Боб
Роберт «Боб» Споттисвуд (англ. Robert Spottiswood; 20 января 1884, Карлайл — 1966, Бромли) — английский футболист и футбольный тренер, наиболее известен по выступлениям за «Кристал Пэлас» и тренерской работе в итальянском «Интернационале».

## Карьера
Родился в Карлайле и жил на улице Уайтхорс-роуд. Выступал за команды Южной футбольной лиге, наибольшую известность получил после выступления за «Кристал Пэлас» за который сыграл более 170 матчей. Во время выступления в составе «орлов» был отстранён от тренировок на опредёленной срок, по версии таблоида Daily Mail из-за спортивных ставок.
После завершения карьеры стал футбольным тренером. Перед сезоном 1922/1923 годов возглавил «Интернационале», а его соотечественник Герберт Берджесс, соответственно «Милан», футбольные историки отметили что тренеры привнесли английский стиль в итальянский футбол. Первый сезон на посту «нерадзурри» прошёл на среднем уровне. Несмотря на игру участника Олимпиады 1928 года Сильвио Пьетробони и молодого таланта Леопольдо Конти, клуб занял 7-е место в группе A.
В следующем сезоне произошла смена владельцев, президентом стал Энрико Оливетти, он продолжил развивать молодых игроков. По итогам сезона «Интернационале» стал четвёртом в своей группе, лучшим бомбардиром стал Леопольдо Конти. После окончания сезона покинул клуб и завершил тренерскую карьеру

## Личная жизнь
Сын Споттисвуда, Джо (1893—1960) выступал за «Манчестер Сити» и «Челси». В начале 1966 года Роберт скончался в юге Лондона в Бромли.